# Pabillonis
Pabillonis es un municipio de Italia de 2.978 habitantes en la provincia de Cerdeña del Sur, región de Cerdeña.

## Evolución demográfica
| Gráfica de evolución demográfica de Pabillonis entre 1861 y 2001 |
|                                                                  |
| Fuente ISTAT - Elaboración gráfica de Wikipedia                  |

## Ciudades hermanadas
- Trujillo, Perú[3]